# Aruncat la canal
Aruncat la canal (titlu original: Flushed Away) este un film de animație și comedie din anul 2006 produs de studioul DreamWorks Animation și Aardman Animations. A fost regizat de David Bowers și Sam Fell. Vocile au fost asigurate de Kate Winslet și Hugh Jackman.